# Dynt
Dynt is een plaats in de Deense regio Zuid-Denemarken. Dynt ligt in de gemeente Sønderborg.

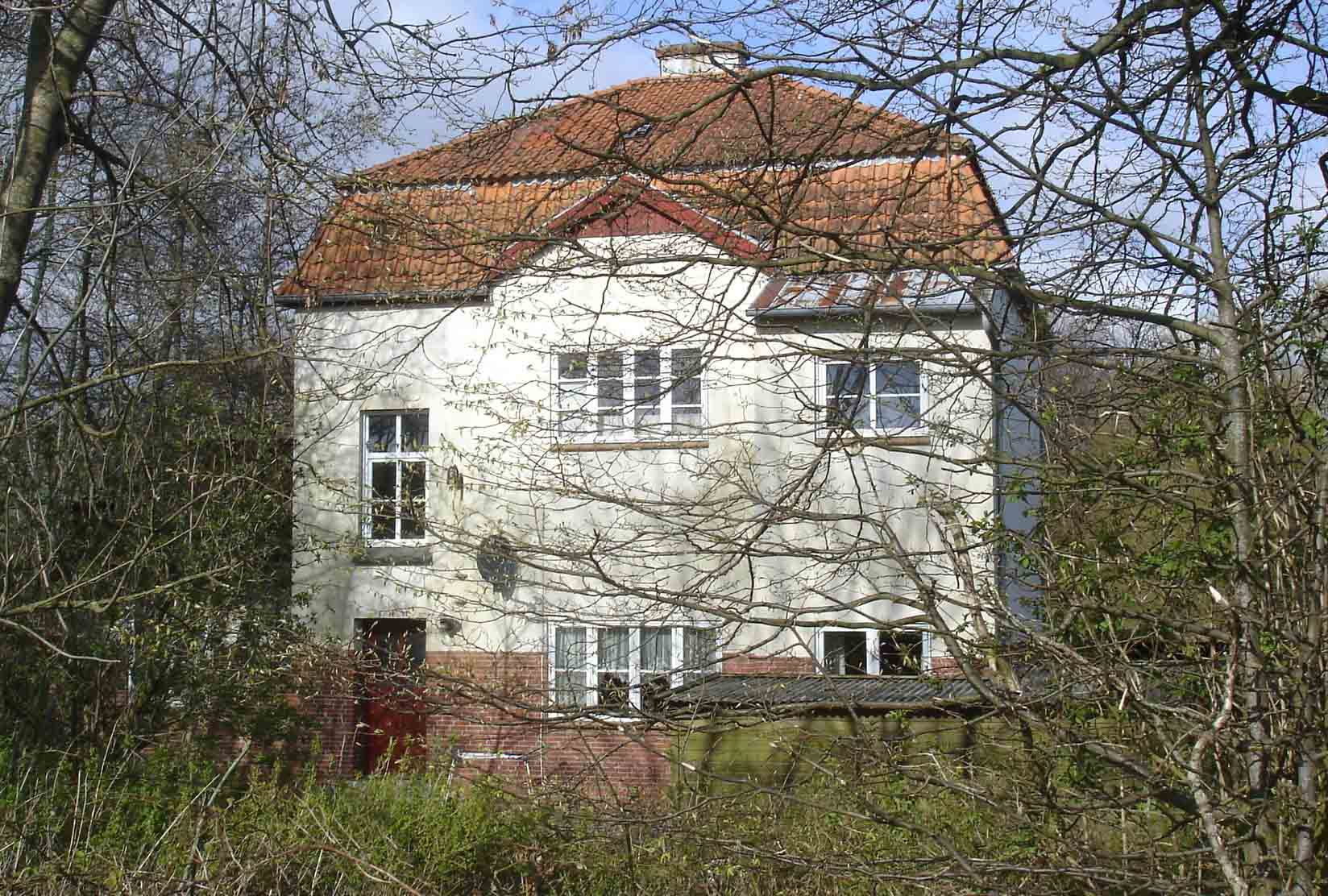
Voormalig station

Dynt ligt aan de voormalige spoorlijn Vester Sottrup - Skelde. Deze lijn, in het Deens aangeduid als Broagerbanen, werd aangelegd in 1910, in de Duitse tijd. Een groot succes was het niet, in 1932 werd de lijn alweer gesloten. Het oude stationsgebouw is nog wel aanwezig.